# Singoli al numero uno in Malaysia
La presente lista elenca i singoli alla posizione numero uno della classifica settimanale malese, redatta dalla Recording Industry Association of Malaysia (RIM) a partire da febbraio 2017, che sono state, nel corso delle settimane, le canzoni più riprodotte sulle piattaforme di streaming a livello nazionale.

## 2017
| Settimana    | Artista                         | Brano                    | Note   |
| ------------ | ------------------------------- | ------------------------ | ------ |
| 2 febbraio   | Ed Sheeran                      | Shape of You             | [ 1 ]  |
| 9 febbraio   | Ed Sheeran                      | Shape of You             | [ 1 ]  |
| 16 febbraio  | Ed Sheeran                      | Shape of You             | [ 2 ]  |
| 23 febbraio  | Ed Sheeran                      | Shape of You             | [ 3 ]  |
| 2 marzo      | The Chainsmokers feat. Coldplay | Something Just like This | [ 4 ]  |
| 9 marzo      | Ed Sheeran                      | Shape of You             | [ 5 ]  |
| 16 marzo     | Ed Sheeran                      | Shape of You             | [ 6 ]  |
| 23 marzo     | Ed Sheeran                      | Shape of You             | [ 7 ]  |
| 30 marzo     | Ed Sheeran                      | Shape of You             | [ 8 ]  |
| 6 aprile     | Ed Sheeran                      | Shape of You             | [ 9 ]  |
| 13 aprile    | The Chainsmokers feat. Coldplay | Something Just like This | [ 10 ] |
| 20 aprile    | Ed Sheeran                      | Shape of You             | [ 11 ] |
| 27 aprile    | Ed Sheeran                      | Shape of You             | [ 12 ] |
| 4 maggio     | Ed Sheeran                      | Shape of You             | [ 13 ] |
| 11 maggio    | Luis Fonsi feat. Justin Bieber  | Despacito                | [ 14 ] |
| 18 maggio    | Luis Fonsi feat. Justin Bieber  | Despacito                | [ 15 ] |
| 25 maggio    | Luis Fonsi feat. Justin Bieber  | Despacito                | [ 16 ] |
| 1º giugno    | Luis Fonsi feat. Justin Bieber  | Despacito                | [ 17 ] |
| 8 giugno     | Luis Fonsi feat. Justin Bieber  | Despacito                | [ 18 ] |
| 15 giugno    | Luis Fonsi feat. Justin Bieber  | Despacito                | [ 19 ] |
| 22 giugno    | Luis Fonsi feat. Justin Bieber  | Despacito                | [ 20 ] |
| 29 giugno    | Luis Fonsi feat. Justin Bieber  | Despacito                | [ 21 ] |
| 6 luglio     | Luis Fonsi feat. Justin Bieber  | Despacito                | [ 22 ] |
| 13 luglio    | Luis Fonsi feat. Justin Bieber  | Despacito                | [ 23 ] |
| 20 luglio    | Luis Fonsi feat. Justin Bieber  | Despacito                | [ 24 ] |
| 27 luglio    | Luis Fonsi feat. Justin Bieber  | Despacito                | [ 24 ] |
| 3 agosto     | Luis Fonsi feat. Justin Bieber  | Despacito                | [ 25 ] |
| 10 agosto    | Luis Fonsi feat. Justin Bieber  | Despacito                | [ 26 ] |
| 17 agosto    | Luis Fonsi feat. Justin Bieber  | Despacito                | [ 27 ] |
| 24 agosto    | Luis Fonsi feat. Justin Bieber  | Despacito                | [ 28 ] |
| 31 agosto    | Taylor Swift                    | Look What You Made Me Do | [ 28 ] |
| 7 settembre  | Taylor Swift                    | Look What You Made Me Do | [ 29 ] |
| 14 settembre | Zayn feat. Sia                  | Dusk Till Dawn           | [ 30 ] |
| 21 settembre | Zayn feat. Sia                  | Dusk Till Dawn           | [ 31 ] |
| 28 settembre | Zayn feat. Sia                  | Dusk Till Dawn           | [ 32 ] |
| 5 ottobre    | Zayn feat. Sia                  | Dusk Till Dawn           | [ 32 ] |
| 12 ottobre   | Zayn feat. Sia                  | Dusk Till Dawn           | [ 33 ] |
| 19 ottobre   | Zayn feat. Sia                  | Dusk Till Dawn           | [ 34 ] |
| 26 ottobre   | Ed Sheeran                      | Perfect                  | [ 35 ] |
| 2 novembre   | Ed Sheeran                      | Perfect                  | [ 36 ] |
| 9 novembre   | Sam Smith                       | Too Good at Goodbyes     | [ 37 ] |
| 16 novembre  | Ed Sheeran                      | Perfect                  |        |
| 23 novembre  | Ed Sheeran                      | Perfect                  |        |
| 30 novembre  | Ed Sheeran                      | Perfect                  |        |
| 7 dicembre   | Ed Sheeran                      | Perfect                  |        |
| 14 dicembre  | Ed Sheeran                      | Perfect                  |        |
| 21 dicembre  | Ed Sheeran                      | Perfect                  |        |
| 28 dicembre  | Ed Sheeran                      | Perfect                  | [ 38 ] |

## 2018
| Settimana    | Artista                   | Brano                     | Note                      |
| ------------ | ------------------------- | ------------------------- | ------------------------- |
| 4 gennaio    | Ed Sheeran                | Perfect                   | [ 38 ]                    |
| 11 gennaio   | Ed Sheeran                | Perfect                   | [ 39 ]                    |
| 18 gennaio   | Ed Sheeran                | Perfect                   | [ 40 ]                    |
| 25 gennaio   | Ed Sheeran                | Perfect                   | [ 41 ]                    |
| 1º febbraio  | Ed Sheeran                | Perfect                   | [ 42 ]                    |
| 8 febbraio   | Ed Sheeran                | Perfect                   | [ 43 ]                    |
| 15 febbraio  | Ed Sheeran                | Perfect                   | [ 44 ]                    |
| 22 febbraio  | Kendrick Lamar e SZA      | All the Stars             | [ 45 ]                    |
| 1º marzo     | Kendrick Lamar e SZA      | All the Stars             | [ 46 ]                    |
| 8 marzo      | Kendrick Lamar e SZA      | All the Stars             | [ 47 ]                    |
| 15 marzo     | Kendrick Lamar e SZA      | All the Stars             | [ 48 ]                    |
| 22 marzo     | Marshmello e Anne-Marie   | Friends                   | [ 49 ]                    |
| 29 marzo     | Marshmello e Anne-Marie   | Friends                   | [ 50 ]                    |
| 5 aprile     | The Weeknd                | Call Out My Name          | [ 51 ]                    |
| 12 aprile    | Sufian Suhaimi            | Di matamu                 | [ 52 ]                    |
| 19 aprile    | The Weeknd                | Call Out My Name          | [ 53 ]                    |
| 26 aprile    | Ariana Grande             | No Tears Left to Cry      | [ 54 ]                    |
| 3 maggio     | Ariana Grande             | No Tears Left to Cry      | [ 55 ]                    |
| 10 maggio    | Ariana Grande             | No Tears Left to Cry      | [ 56 ]                    |
| 17 maggio    | Ariana Grande             | No Tears Left to Cry      | [ 57 ]                    |
| 24 maggio    | BTS                       | Fake Love                 | [ 58 ]                    |
| 31 maggio    | BTS                       | Fake Love                 | [ 59 ]                    |
| 7 giugno     | classifica non pubblicata | classifica non pubblicata | classifica non pubblicata |
| 14 giugno    | Maroon 5                  | Girls like You            | [ 60 ]                    |
| 21 giugno    | Blackpink                 | Ddu-Du Ddu-Du             | [ 60 ]                    |
| 28 giugno    | Maroon 5                  | Girls like You            | [ 61 ]                    |
| 5 luglio     | Maroon 5                  | Girls like You            | [ 62 ]                    |
| 12 luglio    | Maroon 5                  | Girls like You            | [ 63 ]                    |
| 19 luglio    | Drake                     | In My Feelings            | [ 64 ]                    |
| 26 luglio    | Drake                     | In My Feelings            | [ 65 ]                    |
| 2 agosto     | Drake                     | In My Feelings            | [ 66 ]                    |
| 9 agosto     | Drake                     | In My Feelings            | [ 67 ]                    |
| 16 agosto    | Maroon 5                  | Girls like You            | [ 68 ]                    |
| 23 agosto    | Calum Scott               | You Are the Reason        | [ 69 ]                    |
| 30 agosto    | BTS                       | Idol                      | [ 70 ]                    |
| 6 settembre  | BTS                       | Idol                      | [ 71 ]                    |
| 13 settembre | BTS                       | Idol                      | [ 72 ]                    |
| 20 settembre | Calum Scott               | You Are the Reason        | [ 73 ]                    |
| 27 settembre | Calum Scott               | You Are the Reason        | [ 74 ]                    |
| 4 ottobre    | Calum Scott               | You Are the Reason        | [ 75 ]                    |
| 11 ottobre   | Calum Scott               | You Are the Reason        | [ 76 ]                    |
| 18 ottobre   | Calum Scott               | You Are the Reason        | [ 77 ]                    |
| 25 ottobre   | Dua Lipa feat. Blackpink  | Kiss and Make Up          | [ 78 ]                    |
| 1º novembre  | Steve Aoki feat. BTS      | Waste It on Me            | [ 79 ]                    |
| 8 novembre   | Ariana Grande             | Thank U, Next             | [ 80 ]                    |
| 15 novembre  | Ariana Grande             | Thank U, Next             | [ 81 ]                    |
| 22 novembre  | Ariana Grande             | Thank U, Next             | [ 82 ]                    |
| 29 novembre  | Ariana Grande             | Thank U, Next             | [ 83 ]                    |
| 6 dicembre   | Ariana Grande             | Thank U, Next             | [ 84 ]                    |
| 13 dicembre  | Ariana Grande             | Thank U, Next             | [ 85 ]                    |
| 20 dicembre  | Ariana Grande             | Thank U, Next             | [ 86 ]                    |
| 27 dicembre  | Post Malone e Swae Lee    | Sunflower                 | [ 87 ]                    |

## 2019
| Settimana    | Artista                                  | Brano                     | Note    |
| ------------ | ---------------------------------------- | ------------------------- | ------- |
| 3 gennaio    | Post Malone e Swae Lee                   | Sunflower                 | [ 88 ]  |
| 10 gennaio   | Post Malone e Swae Lee                   | Sunflower                 | [ 89 ]  |
| 17 gennaio   | Post Malone e Swae Lee                   | Sunflower                 | [ 90 ]  |
| 24 gennaio   | Ariana Grande                            | 7 Rings                   | [ 91 ]  |
| 31 gennaio   | Ariana Grande                            | 7 Rings                   | [ 92 ]  |
| 7 febbraio   | Ariana Grande                            | 7 Rings                   | [ 93 ]  |
| 14 febbraio  | Ariana Grande                            | 7 Rings                   | [ 94 ]  |
| 21 febbraio  | Ariana Grande                            | 7 Rings                   | [ 95 ]  |
| 28 febbraio  | Ariana Grande                            | 7 Rings                   | [ 96 ]  |
| 7 marzo      | Ariana Grande                            | 7 Rings                   | [ 97 ]  |
| 14 marzo     | Ariana Grande                            | 7 Rings                   | [ 98 ]  |
| 21 marzo     | Ariana Grande                            | 7 Rings                   | [ 99 ]  |
| 28 marzo     | Ariana Grande                            | 7 Rings                   | [ 100 ] |
| 4 aprile     | Alan Walker, Sabrina Carpenter e Farruko | On My Way                 | [ 101 ] |
| 11 aprile    | Blackpink                                | Kill This Love            | [ 102 ] |
| 18 aprile    | BTS feat. Halsey                         | Boy with Luv              | [ 103 ] |
| 25 aprile    | BTS feat. Halsey                         | Boy with Luv              | [ 104 ] |
| 2 maggio     | BTS feat. Halsey                         | Boy with Luv              | [ 105 ] |
| 9 maggio     | BTS feat. Halsey                         | Boy with Luv              | [ 106 ] |
| 16 maggio    | Ed Sheeran e Justin Bieber               | I Don't Care              | [ 107 ] |
| 23 maggio    | Ed Sheeran e Justin Bieber               | I Don't Care              | [ 108 ] |
| 30 maggio    | BTS feat. Halsey                         | Boy with Luv              | [ 109 ] |
| 6 giugno     | Ed Sheeran e Justin Bieber               | I Don't Care              | [ 110 ] |
| 13 giugno    | Ed Sheeran e Justin Bieber               | I Don't Care              | [ 111 ] |
| 20 giugno    | Ali Gatie                                | It's You                  | [ 112 ] |
| 27 giugno    | Shawn Mendes e Camila Cabello            | Señorita                  | [ 113 ] |
| 4 luglio     | Shawn Mendes e Camila Cabello            | Señorita                  | [ 114 ] |
| 11 luglio    | Shawn Mendes e Camila Cabello            | Señorita                  | [ 115 ] |
| 18 luglio    | Shawn Mendes e Camila Cabello            | Señorita                  | [ 116 ] |
| 25 luglio    | Shawn Mendes e Camila Cabello            | Señorita                  | [ 117 ] |
| 1º agosto    | Shawn Mendes e Camila Cabello            | Señorita                  | [ 118 ] |
| 8 agosto     | Shawn Mendes e Camila Cabello            | Señorita                  | [ 119 ] |
| 15 agosto    | Shawn Mendes e Camila Cabello            | Señorita                  | [ 120 ] |
| 22 agosto    | Shawn Mendes e Camila Cabello            | Señorita                  | [ 121 ] |
| 29 agosto    | Shawn Mendes e Camila Cabello            | Señorita                  | [ 122 ] |
| 5 settembre  | Shawn Mendes e Camila Cabello            | Señorita                  | [ 123 ] |
| 12 settembre | Shawn Mendes e Camila Cabello            | Señorita                  | [ 124 ] |
| 19 settembre | Jay Chou & Mayday Ashin                  | Shuō hǎobù kū (Won't Cry) | [ 125 ] |